# Lycaste deppei
Lycaste deppei är en orkidéart som först beskrevs av Conrad Loddiges och John Lindley, och fick sitt nu gällande namn av John Lindley. Lycaste deppei ingår i släktet Lycaste och familjen orkidéer. Inga underarter finns listade i Catalogue of Life.

## Bildgalleri

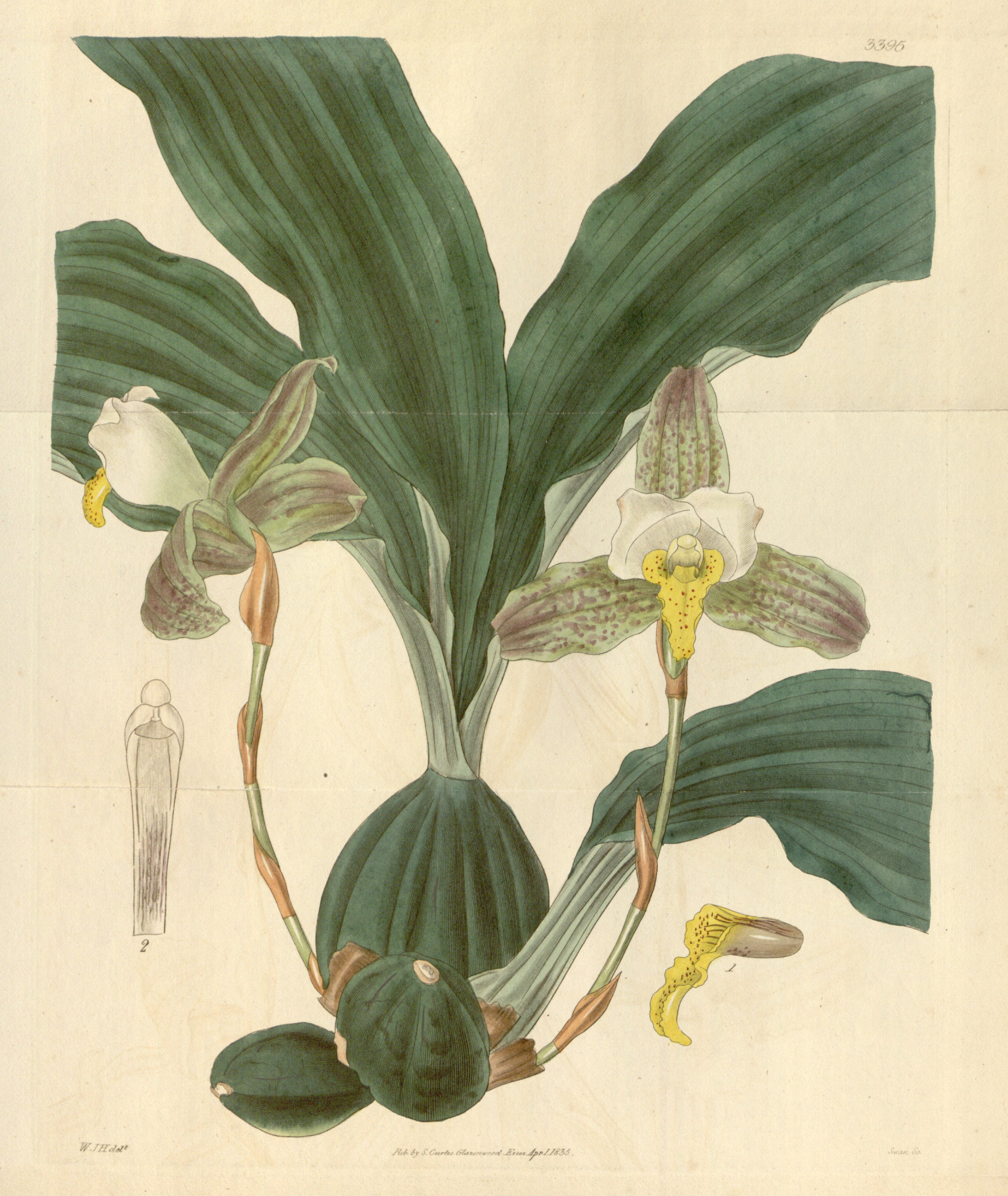